# Наркови
Наркови (пол. Narkowy, нім. Narkau) — село в Польщі, у гміні Субкови Тчевського повіту Поморського воєводства.
У 1975-1998 роках село належало до Гданського воєводства.